# Glockenmuseum Grassmayr

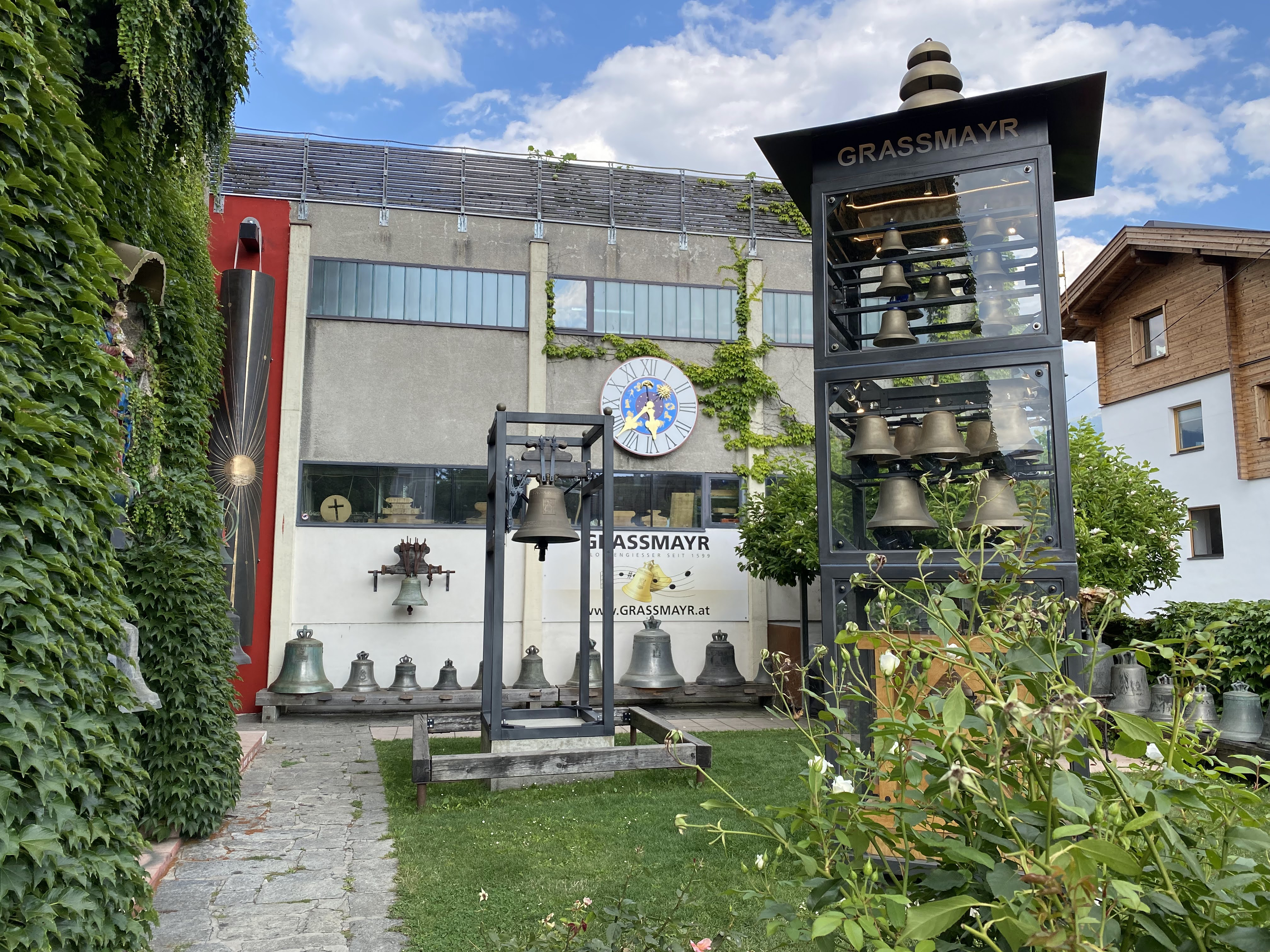
Glockenmuseum Grassmayr

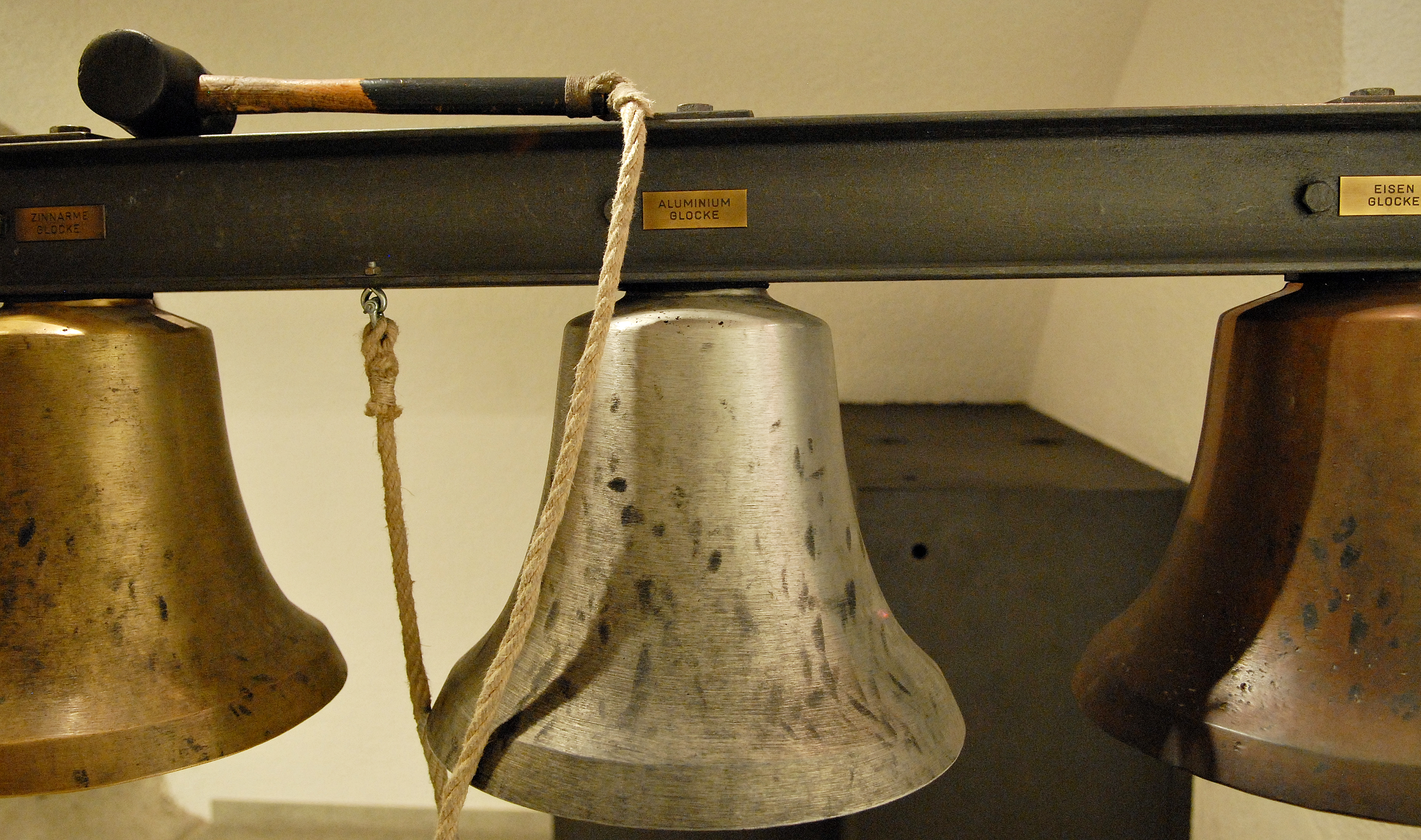
Glocken aus unterschiedlichen Metallen im „Klangraum“ des Glockenmuseums Grassmayr.

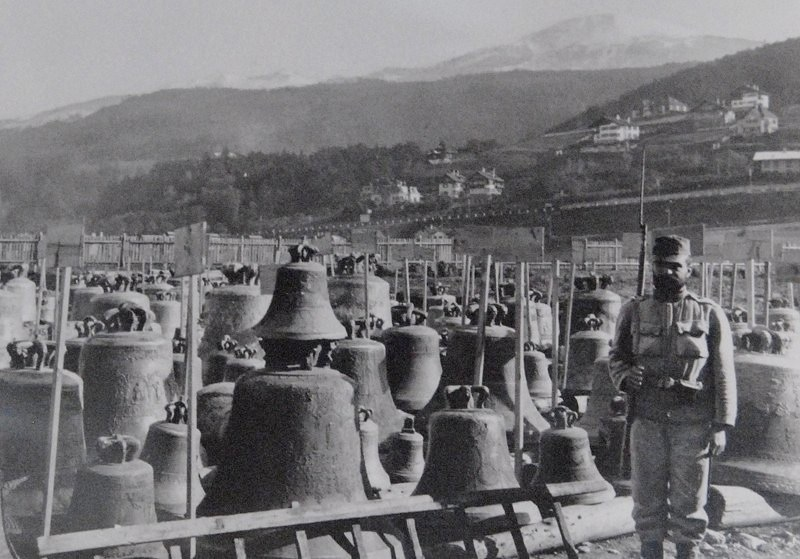
Glockenfriedhof im Innsbrucker Stadtteil Wilten im Ersten Weltkrieg, um 1917. Ausstellungsobjekt im Glockenmuseum Grassmayr.

Das Glockenmuseum Grassmayr ist ein Privatmuseum am Standort der Glockengießerei Grassmayr in Innsbruck, Leopoldstraße 53.

## Museumsangebot
Das seit 1993 in den Betriebsräumlichkeiten der Glockengießerei Grassmayr bestehende Glockenmuseum präsentiert zahlreiche Facetten zur Geschichte und Produktion von Glocken. Unter anderem werden historische Glocken aus Österreich und anderen Ländern sowie historische Fotoaufnahmen zur Schau gestellt. Im „Klangraum“ können die Museumsbesucher eigene Klangexperimente durchführen.
Weil das Museum direkt an den Betrieb der Innsbrucker Glockengießerei Grassmayr angeschlossen ist, können die Besucher über die historischen Bezüge hinaus direkt Einblicke in das handwerkliche Geschehen gewinnen. Geleitet wird das Museum vom ehemaligen Betriebsinhaber der Glockengießerei Grassmayr, Christof Grassmayr, dessen Söhne Johannes und Peter Grassmayr das Unternehmen heute leiten.
Das Glockenmuseum Grassmayr nimmt regelmäßig an der Langen Nacht der Museen teil.

## Auszeichnungen
- 1994: Maecenas-Preis (ORF)[2]
- 1996: Österreichischer Museumspreis[5]